# Nello Fabbri
Nello Fabbri (Roma, 15 marzo 1934 – Roma, 30 gennaio 2020) è stato un ciclista su strada italiano, professionista dal 1954 al 1963 e vincitore di tre semiclassiche del panorama nazionale: un Giro di Toscana, una Sassari-Cagliari e una Milano-Torino.

## Palmarès
- 1953 (dilettanti)

Coppa Zinzi
Gran Premio Sanlorenzartiglio
Campionati italiani, Prova in linea dilettanti
- 1954 (dilettanti)

Coppa Lorenzo Controni
Paris-Bligny-Reims
Trofeo delle Regioni - Cosenza
Nazionale di Santo Stefano Magra
Coppa d'Inverno
- 1956 (Legnano, due vittorie)

Giro di Toscana
Sassari-Cagliari
- 1959 (Bianchi, una vittoria)

Milano-Torino

## Piazzamenti

### Grandi Giri
- Tour de France

1959: 42º
1960: ritirato

### Classiche monumento
- Milano-Sanremo

1956: 60º
1957: 74º
1958: 10º
1959: 35º
- Liegi-Bastogne-Liegi

1956: 36º
- Giro di Lombardia

1955: 11º
1956: 21º
1957: 33º
1959: 21º

### Competizioni mondiali
- Campionati del mondo

Solingen 1954 - In linea Dilettanti: 8º